# 王有則
王有則（1820年-1882年），蒋介石外祖父，王采玉之父，浙江奉化县人。

## 生平
字品斋，时称王品斋。嘉庆二十五年（1820年），生于嵊縣斑竹鄉葛竹村（1931年改隶奉化县），是葛竹王氏第十六世孙。奉化始迁祖宋参知政事王次翁，明洪武年间，王爽始迁居葛竹，先祖有明朝工部尚书王钫。世为大家族巨，父王毓庆，被清廷诏封迪功郎。王毓庆有三子二女，王有则为长子。有弟王有模、王有金。
少为国学生，熟读诗书，但屡次应试，均不第。初娶奉化欢潭镇姚振昌女为妻，有三子一女。原配姚氏过世后，续娶也姓姚，有一女二子，长子王贤钜，次子王贤裕，长女即王采玉，蒋介石之母。
王有則之父王毓庆已经商为业，王有則一代已是浙东大地主、大商人。清末国政凋敝，王有則在皖南、浙西招募流民，供以饮食，并开垦荒地种植土产。太平天國起義入浙江，王氏是地主武裝的首領，对维持地方稳定颇有助力。
因子王贤巨嗜赌成性，欠下巨债，王氏晚年家道中落。清光绪七年（1882年），逝世于奉化王家祖宅，享年六十三岁。

## 出处
1. 1 2 3  . 凤凰读书.   [2014-10-12]. （原始内容存档于2014-10-17）.
2. ↑  . 奉化日報. 2011年9月2日. （原始内容存档于2014年10月17日）.
3. ↑  . 奉化新闻网. 2006年11月6日. （原始内容存档于2016年3月4日）.
4. ↑  . 新浪读书. 2007年5月31日  [2014年10月12日]. （原始内容存档于2014年10月19日）.
5. ↑  王成斌等 主編，《民國高級將領列傳》(1)，解放軍出版社，北京，1998年，第457頁